# Beksics Gusztávné
Beksics Gusztávné Bogdanovich Krisztina, Bogdanovics, írói álneve Bogdanovich György (Pest, 1849. január 30. – Budapest, 1903. április 11.) írónő, színésznő.

## Életpályája
A színiakadémiát végezte és 1868-ban a Nemzeti Színház tagja lett, ahol a Gyöngéd rokonok c. darab Tusnelda szerepében lépett fel először. 1873-ban férjhez ment Beksics Gusztávhoz és lelépett a színpadról. Ezután az irodalommal foglalkozott. Bogdanovics György néven megjelent elbeszélései, regényei szívesen látott olvasmányai voltak a közönségnek. A Családi Körbe és az Ország-Világba írt útirajzokat, elbeszéléseket és verseket, továbbá regényei is megjelentek. A Fiumei úti sírkertben nyugszik.

## Munkái
- Az én kis világom. Rajzok. Bevezetéssel ellátta Mikszáth Kálmán. (Budapest, 1887).
- Két elbeszélés. I. A diva, 1888. (II. Lilly. Bodnár Zsigmondtól.)
- A bolondot gazt nem vetik, mégis terem. Rajzgyűjtemény. (Győr, Debrecen, 1889).
- Egy humanus háziúr élményei. Budapest, 1891.
- Álmatlan éjszakák. Versek. (Győr, 1896)
- A kamarás úr (regény, Budapest, 1903).

## Színművei
- A kis bomba, vj. 1 felv. Bem. 1887. márc. Kolozsvárott.
- Máltai lovag, operett 1 felv. Zen. szerz.: DAmant Leó. Bem. 1893. jan. Debrecen, majd 1894. Óbudán.
- A polgári házasság, boh. 3 felv. Zen. szerz.: DAmant Leó. Bem. 1894. júl. 28. Óbuda.
- A protekció, vj. 5 felv. Bem. 1895. júl. 6. uo.

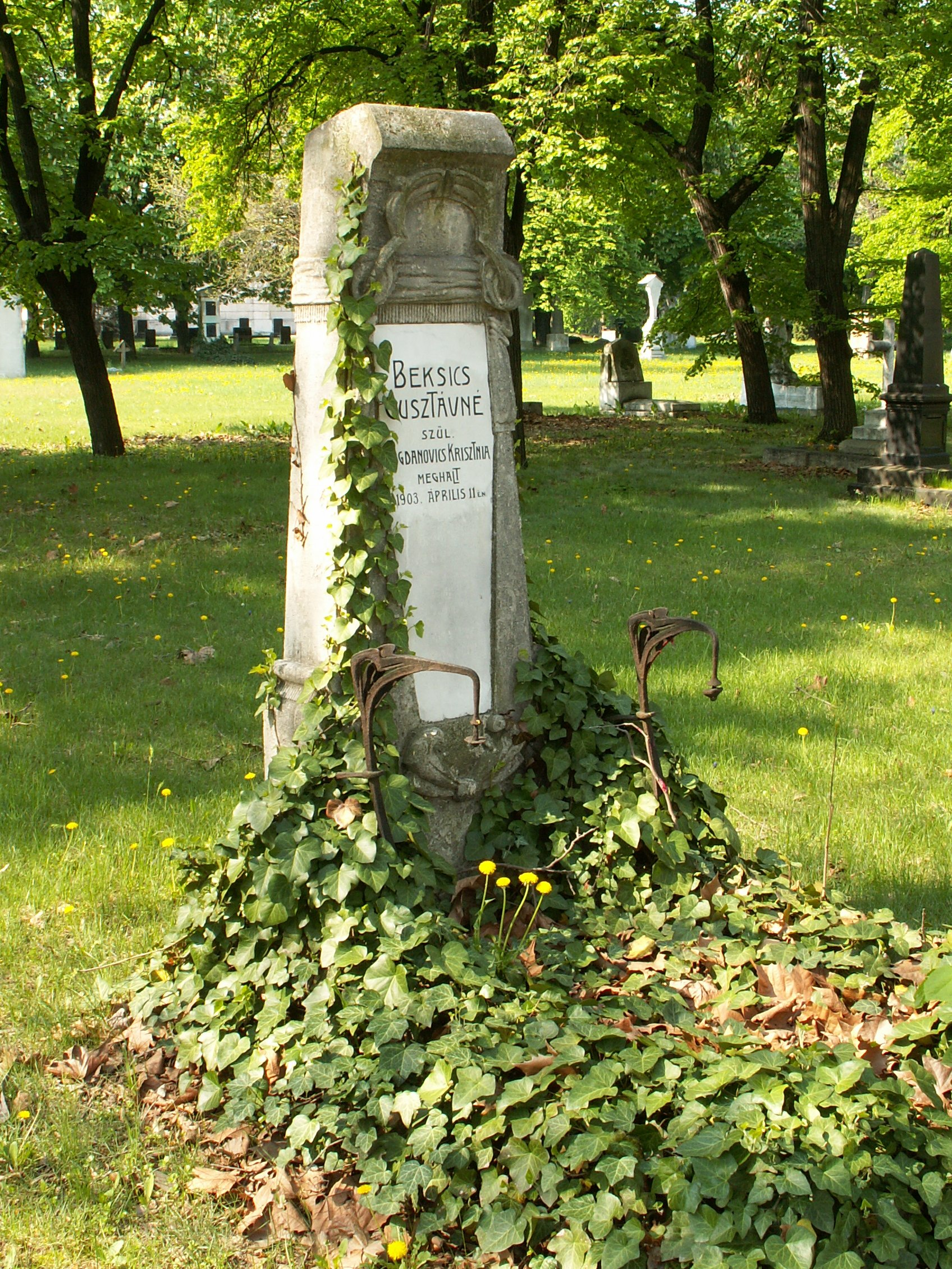
Sírja a Fiumei úti sírkertben (29/2-1-13)